# Esquina de la Información

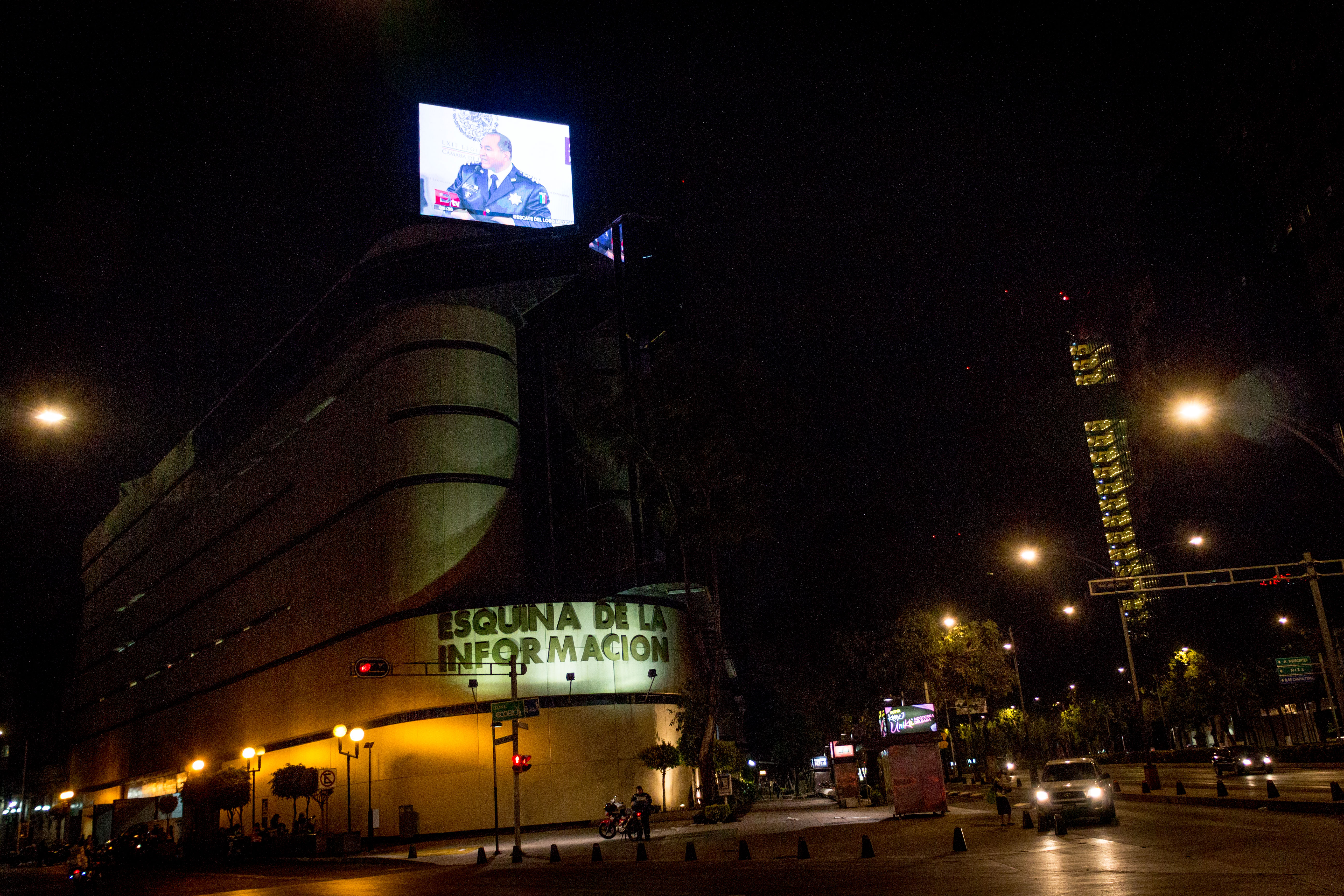
Excélsior, cuyo edificio dio nombre a la intersección

La Esquina de la Información hace referencia a la intersección del Paseo de la Reforma y Avenida Bucareli, en la Colonia Juárez, Ciudad de México. El nombre surgió debido a la presencia de la antigua sede del periódico Excélsior y, al otro lado de la calle, las oficinas de El Universal, dos de las empresas periodísticas más importantes de México.
La intersección está rodeada de varios monumentos notables, entre ellos el monumento Antimonumento +43, la escultura El Caballito, la rotonda de la Fuente de la República, el edificio de la Lotería Nacional (conocido como Edificio El Moro), la escultura Puerta 1808, la sede del Servicio de Administración Tributaria (en la Torre del Caballito) y el monumento Rescatemos a David y Miguel. La zona cuenta con la estación de Metrobús El Caballito.

## Historia
El cruce originalmente tenía la Glorieta del Caballito, que marcaba el extremo norte del Paseo de la Reforma. En su centro se alzaba una estatua ecuestre de Carlos IV de España, conocida coloquialmente como El caballito. La avenida Bucareli se construyó unos años después. En 1920, El Universal inauguró su sede en Bucareli 12, y dos años más tarde, Excélsior abrió su propia sede al otro lado de la calle, en un edificio diseñado por el ingeniero Efrén Rebolledo, en Bucareli 17.<ref«Adiós, Esquina de la Información». La Otra Opinión. 30 de septiembre de 2016. Archivado desde el original el 11 de julio de 2024. Consultado el 10 de julio de 2024.</ref>
En la década de 1980, Excélsior construyó una estructura adyacente en la esquina del Paseo de la Reforma, llamada Esquina de la Información. El nombre se refería a su papel como centro de distribución de varios periódicos importantes (Excélsior y El Universal, así como Novedades de México, La Jornada, El Nacional, La Prensa y El Heraldo) y revistas (Cinelandia, Alarma y Lágrimas y Risas). También era un lugar común donde los voceadores anunciaban los titulares de los periódicos antes de su distribución. Anteriormente, en el sitio había una gasolinera. El 1 de octubre de 2016, Excélsior cesó sus operaciones en el edificio y trasladó su sede cerca de Ciudad Universitaria. La propiedad se vendió a Jones Lang LaSalle y para ese año ya estaban en marcha planes para transformarla en un desarrollo de uso mixto llamado Reforma 10. Sin embargo, hasta 2019 no se habían producido cambios significativos.

## Lugares de interés
La intersección converge en una zona con múltiples sitios de interés:
- Antimonumento +43, un monumento antimonumento.[12]
- Avenida Juárez, avenida que conduce al centro histórico de la Ciudad de México.[13]
- El Caballito, escultura que sustituyó a la estatua ecuestre de Carlos IV de España.[1]
- Estación El Caballito, parada del Metrobús de la Ciudad de México.[14]
- Fuente de la República, una fuente escultura.[15]
- Edificio El Moro, sede de la Lotería Nacional.[1]
- Puerta 1808, una escultura.[16]
- Rescatemos a David y Miguel, un anti-monumento.[17]
- Torre del Caballito, sede del Servicio de Administración Tributaria.[18]